# Коколь
Коколь — река в России, протекает в Юрлинском, Косинском и Кочёвском районах Пермского края. Устье реки находится в 28 км по левому берегу реки Лолым. Длина реки составляет 20 км.
Исток реки в лесном массиве на Верхнекамской возвышенности в 12 км к северо-западу от деревни Эрна (Кудымкарский район). Исток лежит на водоразделе бассейнов Косы и Иньвы, рядом с истоком Коколя берут начало верхние притоки Велвы (приток Иньвы). Исток и первые километры течения лежат в Юрлинском районе, затем река перетекает в Косинский район и в нижнем течении течёт по Кочёвскому району. В верхнем течении течёт на северо-запад, ниже поворачивает на север. Всё течение проходит по ненаселённому лесу. Притоки — Малый Коколь (левый); Бадью (правый). Впадает в Лолым у нежилой деревни Усть-Коколь.

## Данные водного реестра
По данным государственного водного реестра России относится к Камскому бассейновому округу, водохозяйственный участок реки — Кама от истока до водомерного поста у села Бондюг, речной подбассейн реки — бассейны притоков Камы до впадения Белой. Речной бассейн реки — Кама.
Код объекта в государственном водном реестре — 10010100112111100002768.